# Stenopteromyia bolivari
Stenopteromyia bolivari är en tvåvingeart som först beskrevs av Gabriel Strobl 1906.  Stenopteromyia bolivari ingår i släktet Stenopteromyia och familjen Nemestrinidae. Inga underarter finns listade i Catalogue of Life.